# Victor Razafimahatratra
Victor Razafimahatratra, SJ (8 de setembro de 1921 - 6 de outubro de 1993) foi um cardeal malgaxe da Igreja Católica Romana. Ele serviu como arcebispo de Antananarivo de 1976 até sua morte, e foi elevado ao cardinalato em 1976.

## Biografia
Victor Razafimahatratra nasceu em Ambanitsilena-Ranomasina e estudou no Seminário Maior de Fianarantsoa antes de entrar na Companhia de Jesus, mais conhecida como jesuítas, em 19 de setembro de 1945. Continuou sua educação nas escolas jesuítas de Fianarantsoa e depois foi à Bélgica para estudar na Faculdade Teológica de Bruxelas e no Centro Catequético "Lumen Gentium", também em Bruxelas.
Razafimahatratra foi ordenado ao sacerdócio em 28 de julho de 1956, terminando seus estudos em 1960. De 1960 a 1963 foi reitor do Seminário Menor de Fianarantsoa. Fez sua profissão solene como jesuíta em 2 de fevereiro de 1963 e depois serviu como superior da residência jesuíta em Ambositra até 1969. Foi reitor do Seminário Maior e do Instituto de Estudos Superiores em Fianarantsoa de 1969 a 1971.
Em 16 de janeiro de 1971, Razafimahatratra foi nomeado bispo de Farafangana pelo papa Paulo VI. Recebeu sua consagração episcopal em 18 de abril do arcebispo Gilbert Ramanantoanina, SJ, com o arcebispo Albert Tsiahoana e com o bispo Jean-Pierre-Dominique Zévaco, CM, servindo como co-consagradores. Razafimahatratra foi posteriormente nomeado Presidente da Conferência Episcopal de Madagascar em 1974 e promovido a Arcebispo de Tananarive em 10 de abril de 1976.
O Papa Paulo criou-o Cardeal Sacerdote de S. Croce in Gerusalemme no consistório de 24 de maio de 1976. Razafimahatratra foi um dos cardeais eleitores que participaram dos conclaves de agosto e outubro de 1978, que selecionaram os papas João Paulo I e João Paulo II respectivamente. Em 28 de outubro de 1989, a Arquidiocese de Tananarive foi renomeada como Arquidiocese de Antananarivo.
O Cardeal morreu em Antananarivo aos 72 anos.